# Nereis tethycola
Nereis tethycola är en ringmaskart som beskrevs av Delle Chiaje 1831. Nereis tethycola ingår i släktet Nereis och familjen Nereididae. Inga underarter finns listade i Catalogue of Life.